# Laudachsee
Der Laudachsee (895 m ü. A.) ist ein Bergsee zwischen dem Grünberg und dem Traunstein im Salzkammergut in Oberösterreich im Gemeindegebiet von Gmunden. Der Laudachsee samt nördlich angrenzender Niedermoorflächen und Feuchtwiesen sowie dem südlich gelegenem Hochmoor sind seit dem Jahr 2000 als Naturschutzgebiet ausgewiesen.

## Beschreibung
Der Laudachsee ist etwa 400 m lang und ebenso breit und maximal 13 m tief. Der See befindet sich an der tiefsten Stelle des durch den Laudachgletscher entstandenen Kars und wird nach Norden hin durch Moränenwälle abgedämmt. Der Zufluss erfolgt zum Teil oberirdisch durch einen kleinen, am Nordfuß des Katzensteins entspringenden Baches, zum Teil aber auch unterirdisch und durch kleine Gräben, die vom südlich gelegenen Laudachmoor zum See führen. Der Laudachsee entwässert über die Laudach am Nordostufer.
Da der Laudachsee im Winter von Südosten bis Südwesten vom Katzenstein und vom Traunstein abgeschattet wird und zudem nebelfrei liegt, bildet sich auch in nicht sehr strengen Wintern rasch eine solide Eisdecke, die oft erst spät im Frühjahr bricht. Es erfolgt dann meist eine sehr schnelle Frühjahrserwärmung. Im Sommer erreicht das Wasser durchaus Badetemperaturen.

## Wandern
Er ist entlang eines Waldlehrpfades von der Bergstation der Grünbergseilbahn in etwa 1 Stunde leicht zu erreichen.
Der See kann als Ausgangspunkt für eine Bergtour auf den Traunstein (1.691 m) und den Katzenstein (1349 m) dienen. Auf der Route über die Hohe Scharte, die Mair-Alm und den Traunsee lässt sich der Traunstein komplett umrunden.
Auf einem Hügel über dem Laudachsee befindet sich der Gasthof Ramsauer Alm.

## Sagen
Sagenumwoben ist der Laudachsee in der Geschichte des Riesen Erla oder der Siebenbrünnleinsage.